# Insultă
Insulta constă în atingerea adusă onoarei ori reputației unei persoane prin cuvinte, prin gesturi sau prin alte mijloace, ori prin expunerea la batjocură, precum și fapta de a atribui unei persoane un defect, boală sau infirmitate, care, chiar dacă sunt reale, nu ar trebui relevate.
Aceasă infracțiune, prevăzută de Codul penal al României, ca și cea de calomnie, au fost dezincriminate, fiind abrogate prin art.I pct.56 din Legea nr.278/2006. 
Majoritatea țărilor europene (Elveția, Franța, Germania, Spania, Italia, Grecia, Finlanda, Cehia și altele) continuă să pedepsească insulta și calomnia.
Adesea insulta este utilizată ca „armă de luptă”, mai ales în cofruntările publice, televizate, cu scopul de a submina poziția ocupată de adversar și de a-l determina să se angajeze într-o reacție necontrolată care să arate „cât de prost este”.

## Sexuală
Insultele verbale iau adesea o formă falsă sau pudendală, referindu-se și la profanitatea ofensivă și pot include, de asemenea, insulte ce subminează sexualitatea cuiva.

## Percepții
Ceea ce se califică drept insultă este de asemenea determinat atât de situația socială individuală, cât și de schimbarea obiceiurilor sociale. Astfel, pe de o parte, „invitațiile obscene ale unui bărbat la o ciudată fată pot fi insistențele picante ale soțului față de soția sa”.